# USS Kendrick (DD-612)
DD 612 Kendrick (Корабль Соединённых Штатов «Кендрик») — американский эсминец типа «Бенсон», принимал участие во Второй мировой войне.
Заложен на верфи Bethlehem Shipbuilding в Сан-Педро, Калифорния, 1 мая 1941 года. Спущен 2 апреля 1942 года, вступил в строй 12 сентября 1942 года.
Выведен в резерв 31 марта 1947 года. Из состава ВМС США исключён 1 мая 1966 года.
2 марта 1968 года потоплен как цель близ Ки-Уэст, Флорида.